# Karl Thom (Flieger)
Karl Thom (* 18. Mai 1893 in Freystadt; † 3. März 1945 in Pillau) war ein Offizier der Fliegertruppe des deutschen Kaiserreichs und erzielte 27 bestätigte Abschüsse im Ersten Weltkrieg.

## Leben

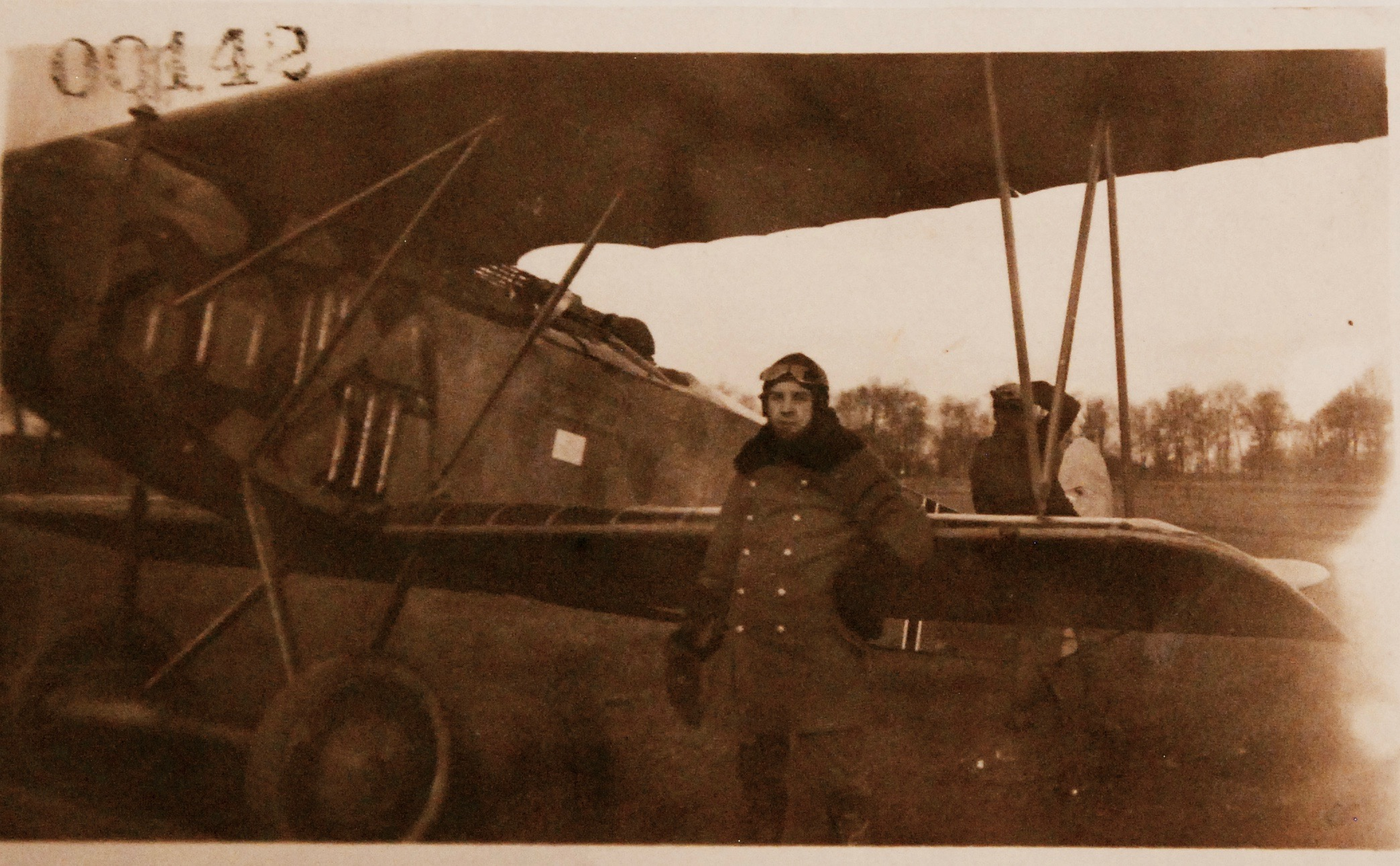
Leutnant Thom

Karl Thom war einer der wenigen Flieger, die aus dem Mannschaftsstande hervorgegangen sind. Geboren wurde er als Sohn eines Arbeiters. Von 1899 bis 1907 besuchte er die Volksschule in Freystadt und arbeitete als Knecht auf einem Bauernhof. 1911 meldete er sich als Dreijährig-Freiwilliger zum Husaren-Regiment „Fürst Blücher von Wahlstatt“ (Pommersches) Nr. 5 und schied im April 1914 dort aus. Zum Unteroffizier wurde er am 4. September 1914 befördert. Im November 1914 wurde ihm das Eiserne Kreuz II. Klasse verliehen. Durch eine Verwundung am 18. November 1914 kam er ins Lazarett nach Insterburg, später nach Nürnberg. Danach diente er noch ein halbes Jahr in seinem Regiment und meldete sich im Juni 1915 zur Fliegertruppe.
Die Pilotenausbildung in Schneidemühl schloss er nach kurzer Zeit erfolgreich ab. Er kam zuerst zur Artilleriefliegerabteilung 216, wo er am 16. Mai 1916 nachts schwer verletzt abstürzte und mehrere Tage bewusstlos im Lazarett in Colmar lag. Kaum genesen meldete er sich wieder an die Front. Am 24. Juli 1916 erfolgte die Beförderung zum Vizefeldwebel und drei Tage später die Versetzung zur Feldfliegerabteilung (FFA) 48. Am 8. April 1916 erhielt er das Flugzeugführerabzeichen. Die FFA 48 wurde nach Rumänien verlegt, wo Thom infolge eines Motordefekts notlanden musste und in rumänische Kriegsgefangenschaft geriet. Dort floh er und erreichte unter großen Strapazen seine Abteilung wieder. Dafür wurde er mit dem Eisernen Kreuz I. Klasse ausgezeichnet.
Die Ausbildung zum Jagdflieger am 24. April 1917 schloss er erfolgreich ab und er wurde Mitte Mai 1917 zur Jagdstaffel 21 des Eduard Ritter von Schleich versetzt, wo er bis zum Kriegsende flog. Am 10. November 1917 erfolgte die Beförderung zum Offiziersstellvertreter. Am 23. Dezember 1917 wurde Thom durch ein Artilleriegeschoss verwundet und musste für vier Wochen ins Feldlazarett nach Dun. Obwohl die Wunde noch nicht verheilt war und er nicht richtig gehen konnte, flog er täglich Feindflüge. Das Jahr 1918 war sein jagdfliegerisch erfolgreichstes Jahr. Am 24. Juli 1918 erzielte er drei Abschüsse an einem Tag und hatte an diesem Tag somit seinen 24. Abschuss. Am 11. August 1918 wurde Thom im Luftkampf wiederum schwer verwundet. Die Auszeichnung mit dem Kreuz der Inhaber des Königlichen Hausordens von Hohenzollern mit Schwertern erfolgte am 7. August 1918. Kurz darauf wurde er am 28. August zum Leutnant befördert. Die vollständige Genesung seiner Verwundung zog sich bis zum November 1918 hin. Am 1. November 1918 wurde ihm der Orden Pour le Mérite verliehen. Am 9. November 1918 stürzte Thom wieder ab, zog sich dabei eine schwere Gehirnerschütterung zu. Er beendete den Krieg mit 27 bestätigten Abschüssen.
Im Zweiten Weltkrieg engagierte er sich sozial und trat z. B. in Königsberg für die Belange der Frontsoldaten und Kriegsopfer ein.
Karl Thom starb kurz vor Ende des Zweiten Weltkrieges am 3. März 1945 in Pillau. Seine Beisetzung fand im Kameradengrab auf dem Friedhof Baltijsk statt.